# Bonamia sphaerocephala
Bonamia sphaerocephala är en vindeväxtart som först beskrevs av Carl Lebrecht Udo Dammer, och fick sitt nu gällande namn av V. Ooststr. Bonamia sphaerocephala ingår i släktet Bonamia och familjen vindeväxter. Inga underarter finns listade i Catalogue of Life.